# 十二佃神榕
23°04′12″N 120°10′42″E / 23.069979°N 120.178325°E
十二佃神榕，是位於臺灣臺南市安南區佃東里、曾文溪流域的榕樹，形成一大片樹林，被當地人視為神樹。

## 起因
十二佃神榕位在安南區佃東里，繞行榕園一圈就需三百步，作家林清玄於1977年報導時就說此樹林佔地兩千多坪。
該榕林起因是漚汪堡民眾在道光年間遷到十二佃開墾。居民毛水吉表示，當時十二佃是海埔沙地，年年颱風導致曾文溪年年氾濫，在此墾荒的村民需與洪水年年搏鬥，為了祈禳水患，在一次建醮時，植下一株象徵鎮壓水災的榕樹苗。台江流域教師沈介文解釋，此樹為正榕，因氣根生長，日後發展成一處小森林。當初的開基王榕，今只剩樹頭。
類似的河邊樹景有九龍大榕公。

## 信仰
居民在十二佃建了什二佃南天宮，奉祀關帝聖君、池府千歲、天上聖母。信徒會年年去漚汪文衡殿請火。相傳當時十二佃會受曾文溪水患是青瞑蛇作怪，因而關帝聖君顯靈栽種這棵榕樹。榕根所延伸之處，居民就焚香祭拜、自動獻地，因此樹圍就日見規模。農曆正月十五日，則是其聖誕慶典。每逢初一、十五，附近小孩若是身體贏弱，俗稱「根基弱」，便來此拜「根基旺」的此樹，作榕樹公的乾兒子。如居民高德利在嬰兒時因生病，由祖母抱他來此上香祈求，以榕樹氣根連同平安符煮水喝後痊癒，日後常來此上香。
開基王榕旁則建有十二佃榕王武聖廟。據作家陳艷秋訪問當地人說，該廟建因是十二佃一位居臺南府城的商人，屢次被關公託夢吩咐他天天到十二佃神榕下掃落葉，那人果然遵照神明指示，爾年發跡就感恩建廟，據說信徒來許願非常靈驗，年年農曆春節初一至十五，鑼鼓喧天、哨吶聲響，歌仔戲、布袋戲一百多台在此上演酬神戲。
2015年3月13日，南天宮武聖廟為慶祝協天大帝、松王公聖誕日，將十二佃神榕乾枯樹枝製成吊牌發放。

## 觀光
1970年代，一組電視外景隊意外發現此樹，遠看誤以為是一片榕樹林，近看才知道只一棵根連根的榕樹，因而此樹開始聲名大噪。地方父老組成名為「神榕開發委員會」的觀光建設組織，釘製指路牌與拓寬柏油路以方便遊覽車隊出入，又架立水泥椿把榕樹的傘緣端起來，傘下置水銀燈。居民以開基王榕為中心，東西南北四方開闢四條甬道，號稱榕王公的「四城門」，讓遊客可以進去，但禁止汽車機車駛入。
負責管理的十二佃榕王武聖廟依樹狀其酷似動物、兵器的模樣，訂定卅六景：主幹右前方有一個未落地的懸根，自轉成環，稱「明心鏡」；一株結成如一隻大蜈蚣樣，蜈蚣前爪處，根枝盤成一個小山洞，稱「蜈蚣出洞」；母幹四方張揚，稱「天馬行空」；結成蟒蛇翻身樣，旁的根枝又結成猿人樣，稱「靈猿護蟒」；突出一叢長六丈、寬二丈的樹叢，稱「萬馬奔騰」；老根伸出兩角，作牛頭狀，稱「水牛沐浴」；廟前左側根鬚特多，稱「金龍獻瑞」；地上樹根冒出小虎樣，稱「乳虎初醒」；根枝糾結成蜻蜓點水狀，稱「蜻蜓點水」；宛然像馬飛行天空，稱「天馬行空」；結成像狼犬半蹲、昂頭的樹枝，稱「神犬守衛」等。
當地人吳榮輝在還未從台鹼安順廠退休前，空閒時就喜歡到神榕來做義務解說，1979年退休後，自1982年就常年自願專職駐在榕林為遊客導覽。
施治明擔任臺南市市長任內，受居民集體請託，將面積零點八公頃的榕園將納入台南市的觀光發展範圍，分三年徵收，斥資新台幣一億元開發為公園。為吸引觀光客，市府興建步道、停車場及公廁、涼椅及榕樹架，讓神榕園公園化。
後因枝幹過低、步道多毀損，文化觀光局爭取近千萬元進行整建，包括入口廣場、步道改善、榕枝修剪、管理中心。2007年11月21日整建動工，由公園裡的南天宮武聖廟池府千歲主持，廟方扶手轎請出池府千歲，文化觀光局長許耿修、建築師、營造廠將整建藍圖告訴神明，在各需要修剪的枝幹編號，由池府千歲決定那些要修剪、那些不能修剪。營造廠商的工人還煮符水服用，保佑工程平安。

## 保育
昔日1970年代前，榕園內聚集野鳥、老鼠及各種野生動物。記者曾說此樹園鳥類中以白鷺鷥的數量最驚人，因而吸引蛇類在樹根下棲息、覬覦鳥蛋。樹洞的蛇最多曾達到廿多尾，特別是有一尾大錦蛇，體長有八尺、寬度有常人大腿粗大。自從遊客多了起來，自鷺鷥不敢再飛來結巢；蛇類也絕跡，空留開基母幹下的蛇洞。2000年代初，興國高級中學和立德管理學院在安南區成立後，人口增長，當地興建了不少大型學生宿舍，小吃店、泡沫紅茶店也快速成長，連統一超商都來設點，原本為農村風貌的十二佃不復存在。
2004年10月，公園路燈管理課人員日前發現榕樹長了不少紫膠介殼蟲，安南區公所打算採用強力水柱噴洗方式為榕樹治病。因需十二佃榕王武聖廟同意，經數月來多方溝通，問題一直懸置，而決定在什二佃南天宮以扶乩請示，結果2005年5月26日、29日扶乩不成，等半個月後才決定。
2013年12月9日凌晨，被一位中年男子用斧頭亂砍兩百多刀。次日，由副議長郭信良、安南區長顏昇祺到場關心，廟方關手轎請示神明，結果是要嫌犯自己出面道歉，廟方不予追究，並指示兩道神符淨化。警方一周後抓到邵姓男子，發現他持利斧砍傷南市近五百棵樹，2015年台南地院判決八十天拘役。